# Ракоц
Ракоц (алб. Rakoc) је насељено место у општини Ђаковица, на Косову и Метохији. Према попису становништва из 2011. у насељу је живело 19 становника.

## Положај
Атар насеља се налази на територији катастарске општине Ракоц површине 580 ha. Село се налази десетак километара северно од Ђаковице.

## Историја
Под нешто другачијим именом село се први пут помиње у Дечанској хрисовуљи 1330. године. Према турском попису из 1485. године, у селу је било 38 српских домова. Године 1868. руски историчар и конзул у Призрену — И. С. Јастребов, затекао је у Ракоцу развалине српске цркве и невелико српско гробље. Данас у селу нема Срба.

## Становништво
Према попису из 2011. године, Ракоц има следећи етнички састав становништва:
| Националност | 2011.       |
| Албанци      | 19 (100,0%) |
| Укупно       | 19          |

| Демографија | Демографија | Демографија |
| Година      | Становника  | Становника  |
| ----------- | ----------- | ----------- |
| 1948.       | 380         |             |
| 1953.       | 423         |             |
| 1961.       | 480         |             |
| 1971.       | 565         |             |
| 1981.       | 378         |             |
| 1991.       | 220         |             |
| 2011.       | 19          |             |